# Trichosalpinx nana
Trichosalpinx nana är en orkidéart som först beskrevs av Oakes Ames och Charles Schweinfurth, och fick sitt nu gällande namn av Carlyle August Luer. Trichosalpinx nana ingår i släktet Trichosalpinx och familjen orkidéer.
Artens utbredningsområde är Costa Rica. Inga underarter finns listade i Catalogue of Life.